# Chaussures au bord du Danube
Les Chaussures au bord du Danube (en hongrois : Cipők a Duna-parton) sont un mémorial dédié aux victimes juives de la Shoah à Budapest sur les rives du Danube en Hongrie, créé et conçu par Can Togay et Gyula Pauer en 2005. 
Il est constitué d'une soixantaine de paires de chaussures en métal, scellées sur les rives du Danube, sur quarante-cinq mètres de long. Il représente les personnes fusillées par le Parti des Croix fléchées sur ces rives, et qui ont dû se déchausser avant leur exécution,.

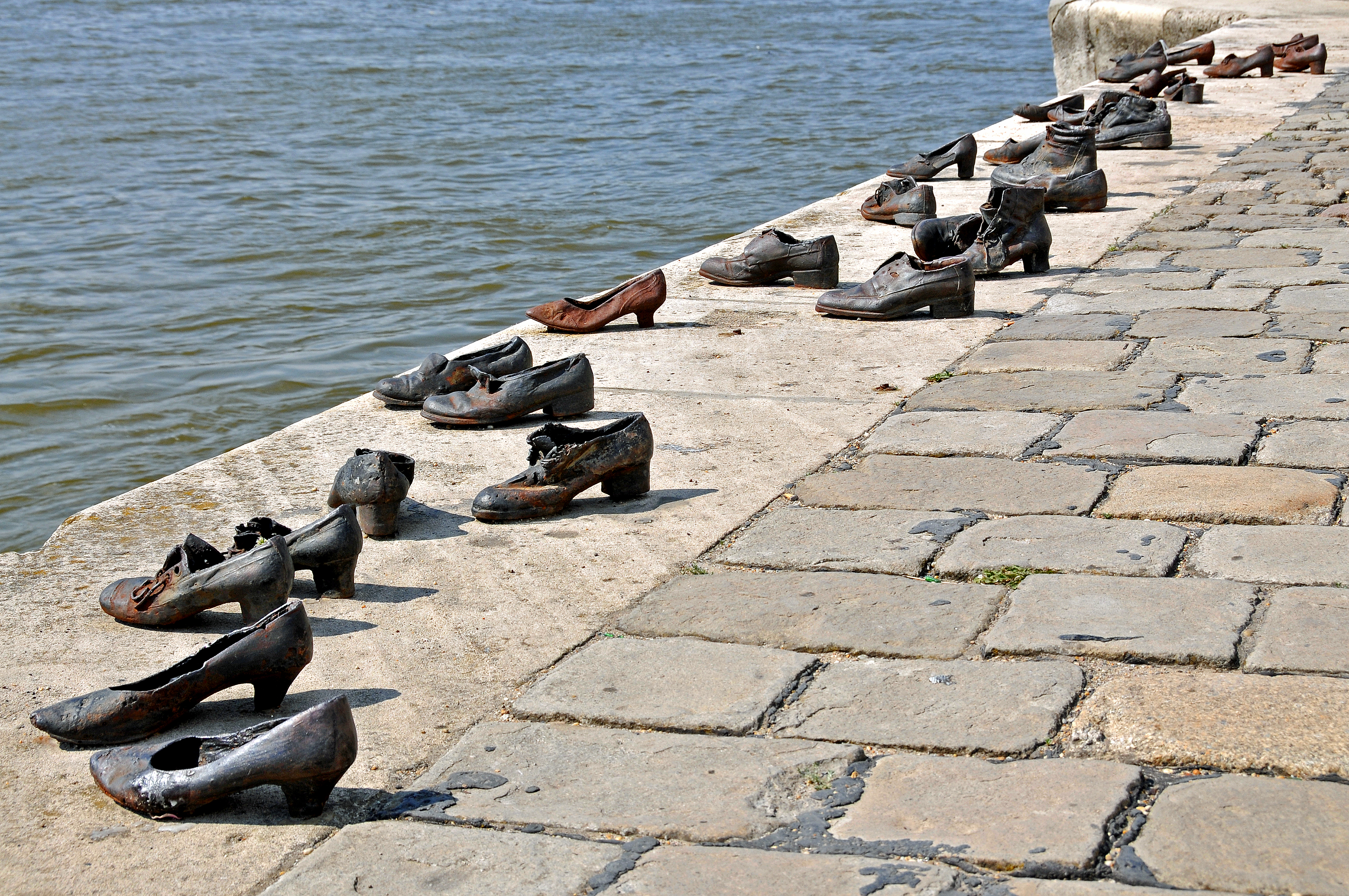
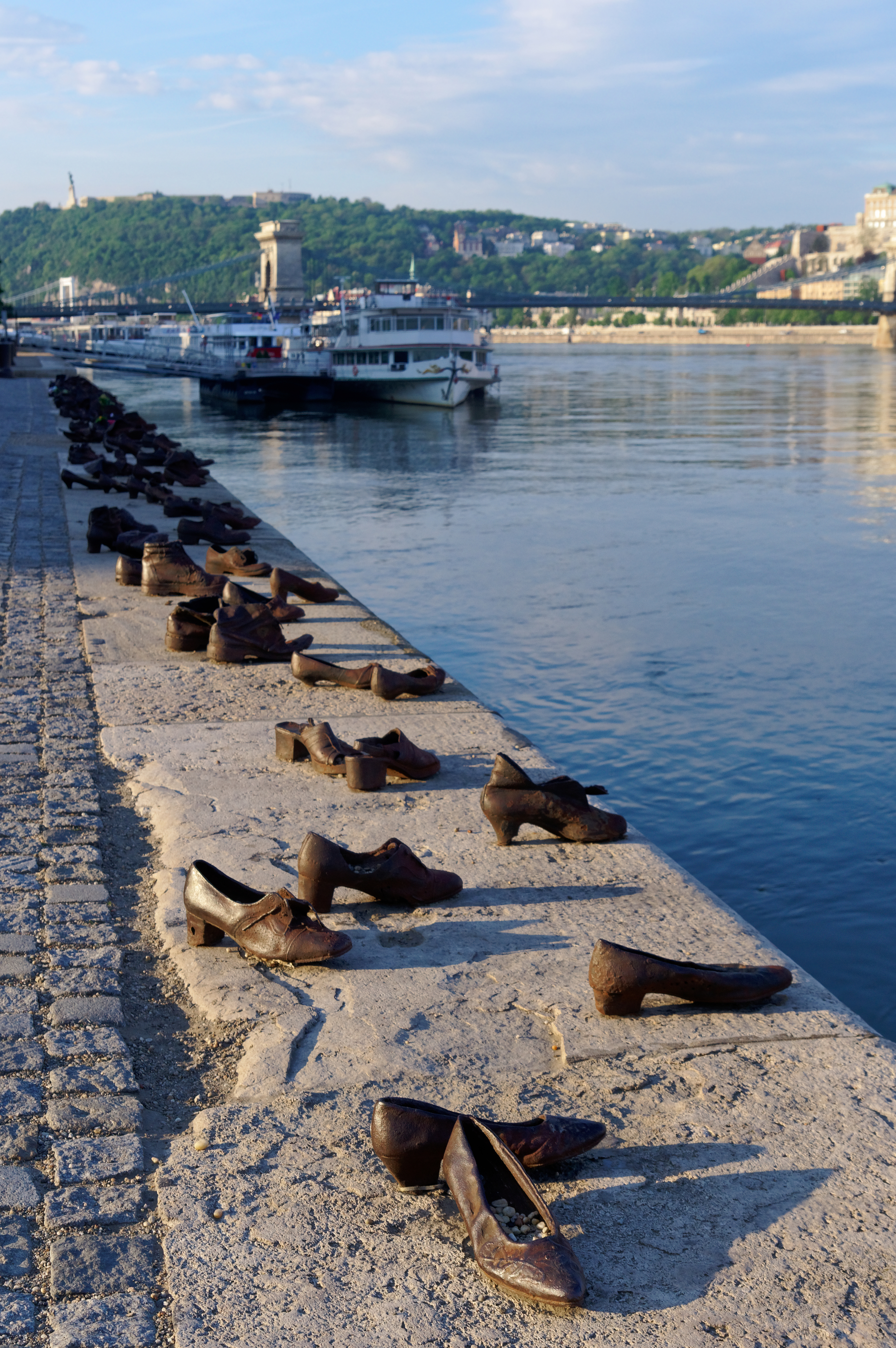
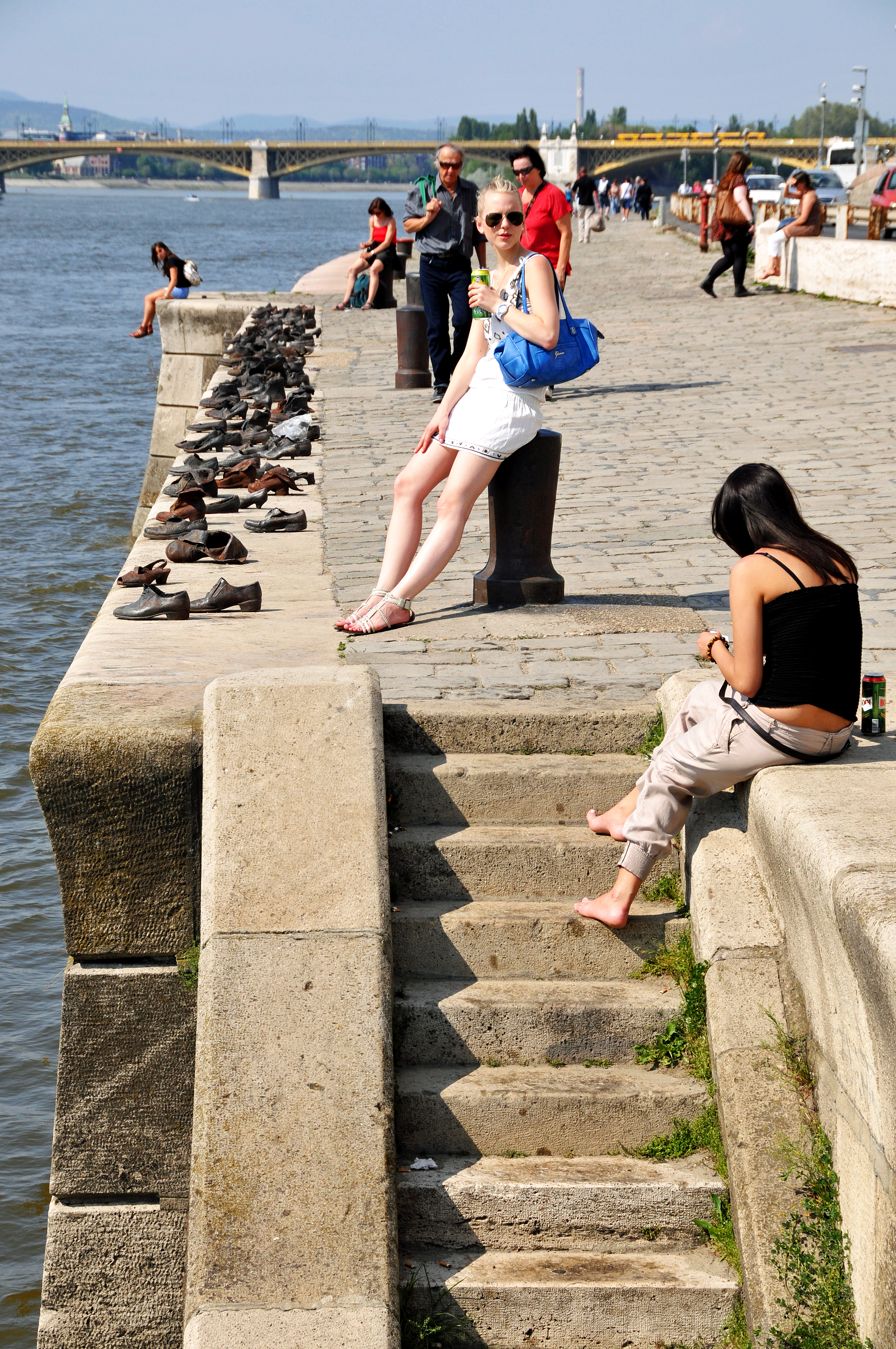
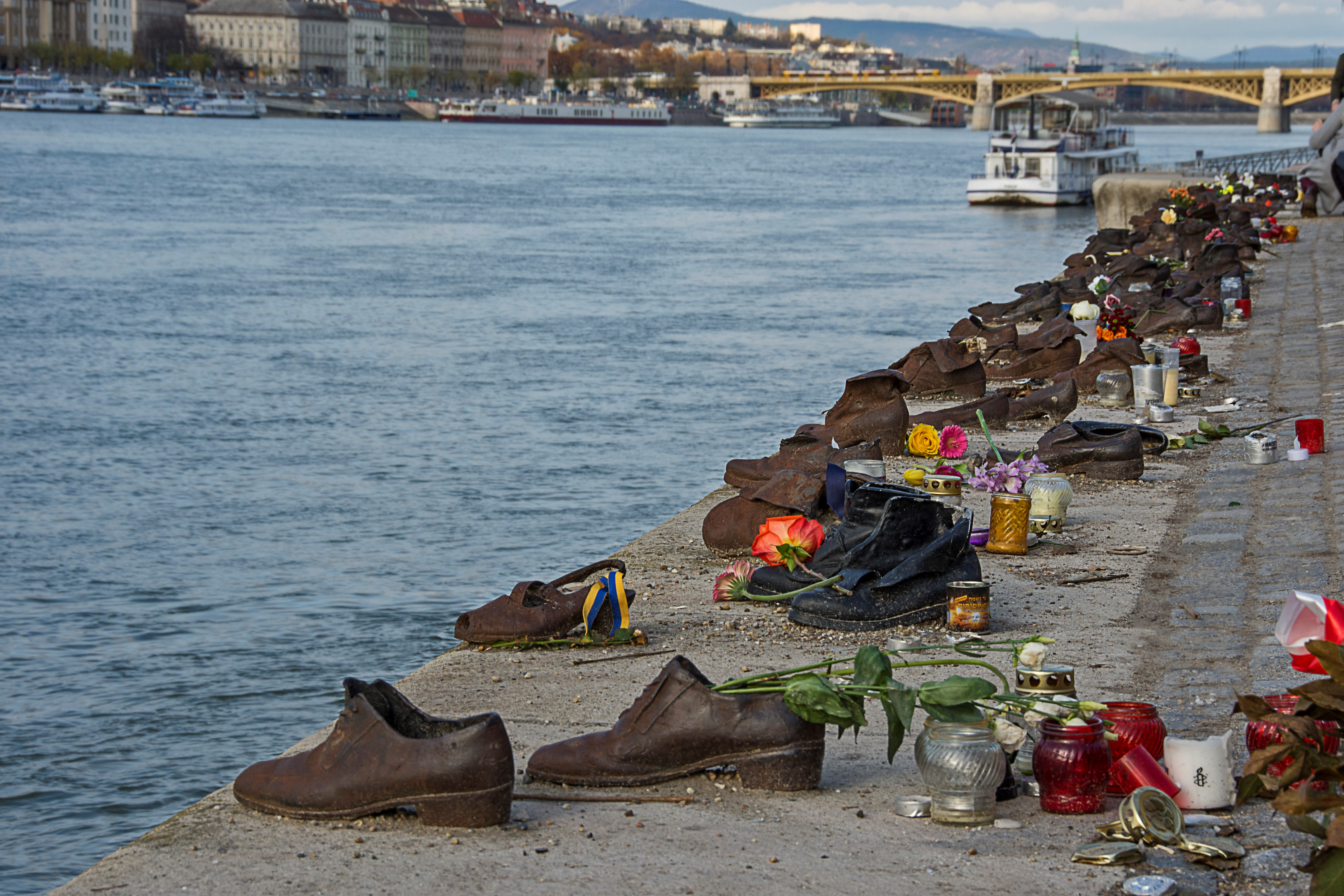
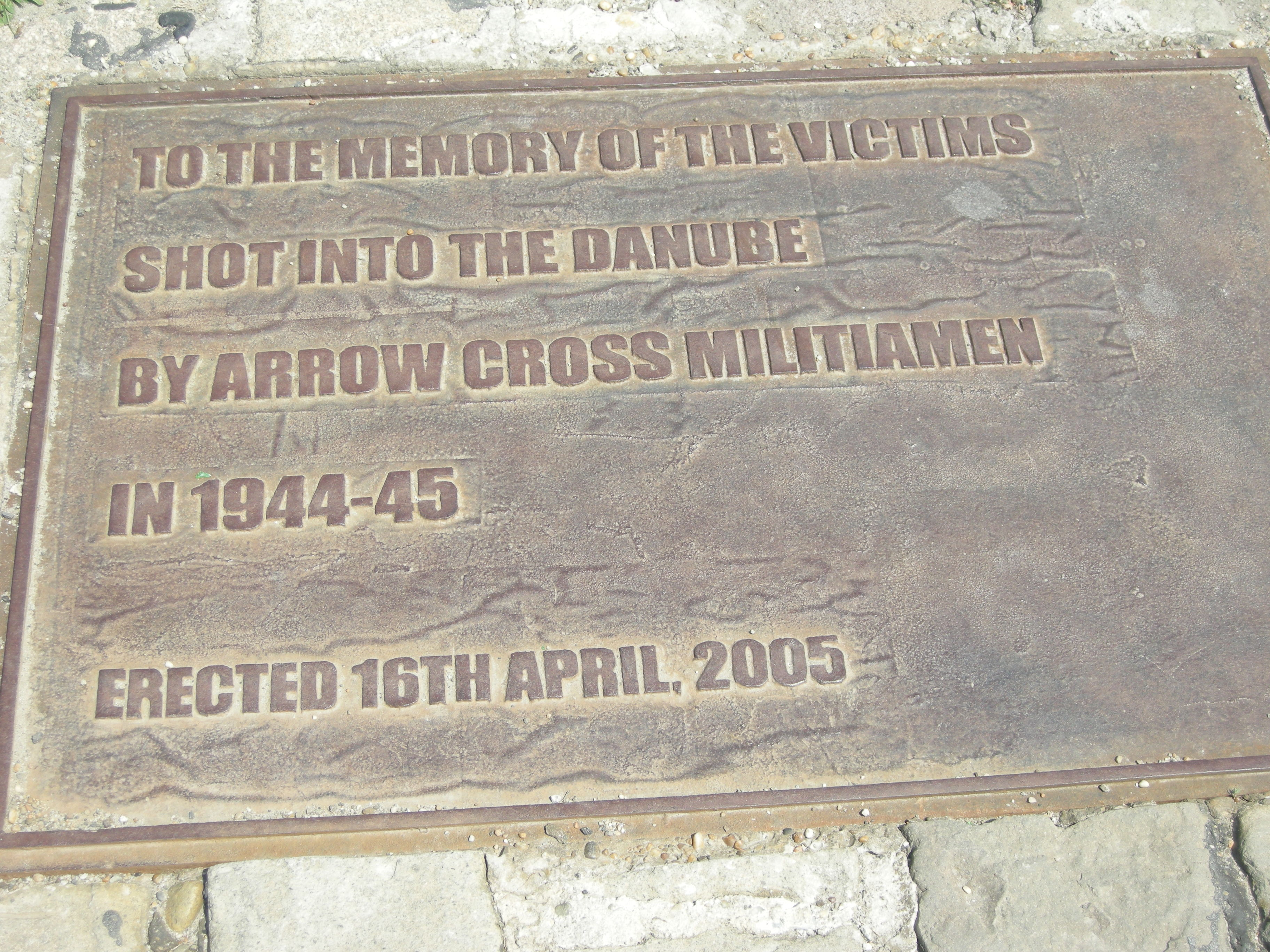